# Roger I. Trencavel
Roger I. Trencavel († 1150) war ein Vizegraf von Carcassonne, Razès und Albi aus dem Haus Trencavel. Er war der älteste Sohn des Vizegrafen Bernard Aton IV. Trencavel und dessen Ehefrau Cecilia von der Provence.
Er war seit 1139 mit Bernarde, einer Tochter des Grafen Bernard I. von Comminges, verheiratet. Rogers Testament datiert auf den 12. August 1150. Da seine Ehe kinderlos blieb, vermachte er seinen Besitz an seinen Bruder Raimund I. Trencavel. 